# 周赞衡
周赞衡（1893年—1967年），字柱臣，一名心声，男，江苏奉贤（今属上海）人，中国地质学家、古植物学家，曾任第三届全国人大代表。